# Abdelhamid Kermali
Abdelhamid Kermali (24 de abril de 1931 - 13 de abril de 2013) fue un jugador y entrenador de fútbol profesional argelino que jugaba en la demarcación de delantero.

## Biografía
Kermali debutó con el USM Sétif en 1944. Posteriormente jugó para USM Alger y el FC Mulhouse. Ya en 1953 fue fichado por el AS Cannes durante dos temporadas. Tras acabar contrato con el club francés fue fichado por el Olympique de Lyon para jugar durante tres temporadas y retirarse en 1958 a los 27 años de edad tras sufrir una lesión.
Además fue seleccionado y elegido capitán de la selección de fútbol de Argelia durante la Copa Africana de Naciones 1990 disputada en Argelia.
Tras su retiro del mundo del fútbol, volvió como entrenador del Mouloudia Club d'Alger en la temporada 1971/1972 y en la 1988/1989. Posteriormente se convirtió en entrenador de la selección de fútbol de Argelia desde 1989 hasta 1993, volviendo posteriormente en 2001.
Falleció el 13 de abril de 2013 a los 81 años de edad.

## Clubes
| Club              | País    | Año         |
| ----------------- | ------- | ----------- |
| USM Sétif         | Argelia | 1944 - 1950 |
| USM Alger         | Argelia | 1950        |
| FC Mulhouse       | Francia | 1951 - 1953 |
| AS Cannes         | Francia | 1953 - 1955 |
| Olympique de Lyon | Francia | 1955 - 1958 |

## Palmarés

### Como jugador
- Copa Gambardella - 1955 - AS Cannes

### Como entrenador
- Copa de Argelia - 1971 - Mouloudia Club d'Alger
- Championnat National de Première Division - 1972 - Mouloudia Club d'Alger
- Recopa del Magreb - 1971/1972 - Mouloudia Club d'Alger
- Copa Africana de Naciones - 1990 - Argelia
- Copa Afroasiática de Naciones - 1991 - Argelia